# マシコタツロウ
マシコ タツロウ（1978年3月1日 - ）は、日本の作曲家、作詞家、編曲家、歌手、ラジオパーソナリティ。茨城県常陸太田市出身。株式会社大家（一青窈事務所）およびライツ・イン（日本テレビ音楽子会社）所属。
本名は増子 達郎（ましこ たつろう）。身長175cm。常陸太田大使。茨城町ふるさと大使。いばらき大使にも任命。

## 略歴・人物
茨城県立日立北高等学校から、二松學舍大学文学部に進学し卒業。
2002年に一青窈の1stシングル「もらい泣き」で作曲家デビュー。同年インディーズより歌手デビュー。2004年にはコロムビアミュージックエンタテインメントよりメジャー・デビュー。
また、茨城県出身者として、県内の学校の校歌や自治体のテーマソングを制作している。

## 楽曲提供
相沢巧弥子
- 「記念日」（作曲）

ASUKA
- 「白椿・紅椿」（作曲）
- 「神様のパズル」（作曲）

EXILE
- 「あなたへ」（作曲）
- 「命の花」（作曲）

EXILE TAKAHIRO
- 「約束の空」（作曲）

恵莉花
- 「なつかしかなし」（作曲）
- 「好きです」（作曲）

大山百合香
- 「ブーゲンビレア」（作曲）

加藤里保菜
- 「故郷」（作詞・作曲・編曲）
- 「ただいま、つくば山。」（作詞・作曲）

城南海
- 「あなたに逢えてよかった」（作曲）

吉川友
- 「アンバランス アンバランス」（作詞・作曲）

岸洋佑
- 「見えない絆」（作詞・作曲）

郷ひろみ
- 「走れメロス 〜ニードロップ〜」（作詞・作曲）
- 「僕の勇気」（作詞・作曲）
- 「マリオネット」（作詞・作曲）

香西かおり
- 「夕化粧」（作曲）

塩ノ谷早耶香
- 「Dear Heaven」（作曲）

斎藤工
- 「燦々」（作詞・作曲）
- 「サクライロ」（作曲）

SILVA
- 「キライ」（作曲）
- 「愛ひらひらと」（作曲）

Sindy
- 「ひとつ」（作詞・作曲）
- 「泣いてもいいんだな」（作曲）（高橋桂子と共作）
- 「私の虹」（作曲・編曲）

TUBE
- 「響け、夏詩」（作曲）

DEEP
- 「君じゃない誰かなんて〜Tejina〜」（作詞・作曲・編曲）
- 「たとえ100の言葉でも」（作詞・作曲）
- 「夜風」（作曲）

DEL
- 「春日和」（作詞・作曲）
- 「Favorite Smile」（作詞・作曲）

中江有里
- 「Yellow Lily」（作曲）
- 「わたしのような誰か」（作曲）

中村雅俊
- 「空蝉」（作曲）
- 「すみれ色の空に」（作詞・作曲）

中森明菜
- 「うつつの花」（作曲）

林家たい平
- 「芝浜ゆらゆら」（作詞・作曲・編曲）
- 「一緒にいよう」（作詞・作曲・編曲）

一青窈
- 「もらい泣き」（作曲）（武部聡志・溝渕大智と共作）
- 「心変わり」（作曲）
- 「大家（ダージャー）」（作曲）
- 「ハナミズキ」（作曲）
- 「いろはもみじ」（作曲）
- 「ホチKiss」（作曲）
- 「ドミノ」（作曲）
- 「芽ぐむ」（作曲）
- 「宙ぶらりん」（作曲）
- 「はじめて」（作曲）
- 「らぶれたぁ」（作曲）

藤原道山
- 「春告鳥」（作曲）

森川美穂
- 「Treasure hunt」（作曲）

Love
- 「ずっと…」（作詞・作曲・編曲）

リナ・パーク
- 「すべてのものにあなたを思う」（作曲）
- 「Last Kiss」（作曲）

### ジャニーズ事務所関連
SMAP
- 「ユーモアしちゃうよ」（作曲）（市川喜康と共作）
- 「Mr.S-SAITEI DE SAIKOU NO OTOKO-」（作曲）（市川喜康・ha-jと共作）

V6
- 「Roadshow」（作詞・作曲）（市川喜康・ha-jと共作）

KinKi Kids
- 「いつでもどこへでも」（作詞・作曲）
- 「Harmony of December」（作詞・作曲）
- 「サマルェカダス〜another oasis〜」（作詞・作曲）
- 「変わったかたちの石」（作曲）
- 「ちがう道、おなじ空。」（作詞・作曲・編曲）（市川喜康・ha-jと共作）
- 「杪夏」（作詞・作曲）
- 「新しい時代」（作曲）
- 「高純度romance」（作曲）

嵐
- 「むかえに行くよ」（作詞・作曲・編曲）
- 「消えぬ想い」（作曲）（市川喜康・ha-jと共作）
- 「花火」（作詞・作曲）

関ジャニ∞
- 「さよならはいつも」（作詞・作曲）
- 「My Last Train」（作曲）
- 「cinematic」（作詞・作曲）
- 「8年者」（作詞・作曲）

渋谷すばる
- 「words」（作曲・編曲）
- 「記憶」（作詞・作曲）
- 「護り歌」（作曲・編曲）（作曲は渋谷と共作）

渋谷すばる・丸山隆平
- 「道」（作曲）

Kis-My-Ft2
- 「キミとのキセキ」（作詞・作曲）（市川喜康・ha-jと共作）
- 「3.6.5」（作曲）（市川喜康・ha-jと共作）
- 「ツバサ」（作詞・作曲）（市川喜康・ha-jと共作）
- 「君、僕。」（作詞・作曲・編曲）（ASAHARU・ha-jと共作）

ジャニーズWEST
- 「ジパング・おおきに大作戦」（作詞・作曲）（市川喜康・ha-jと共作）
- 「Mambo de WEST!」（作詞・作曲）（市川喜康・ha-jと共作）
- 「Colorful Magic」（作詞・作曲）（市川喜康・ha-jと共作）

### その他
・茨城県立高萩清松高等学校「校歌」（作曲）
- 常陸太田市の歌「空があるまち」（作詞・作曲）

・NHK全国学校音楽コンクール 中学の部課題曲「桜の季節」（作詞・作曲）（EXILE ATSUSHIと共作）
- 茨城県茨城町立葵小学校「校歌」よく見てごらん（作詞・作曲）
- 茨城県茨城町立青葉小学校「校歌」〜青葉の下で〜（作詞・作曲）
- 茨城県茨城町プロモーションビデオテーマソング「僕は涸沼　君はメロン」（作詞・作曲・編曲）※2017年2月11日より茨城町ふるさと大使。
- 東日本大震災・復興応援ソング「あしたのうた」（ha-j・市川喜康・マシコからなる「STG7-8」として作詞・作曲）

## ディスコグラフィ

### シングル
| 発売日        | タイトル     | 規格品番   | 収録曲 | 備考                                    |
| ------------- | ------------ | ---------- | --- | --------------------------------------- |
| 2002年9月1日  | TAT          | TAT-0001   | 1. 雨上がり、あの場所へ 2. 愛スル人ヨ 3. SAD SEED 4. 雨上がり、あの場所へ(Instrumental) 5. 愛スル人ヨ(Instrumental) 6. SAD SEED(Instrumental) | エクスプロジョンレコーズ/TA-TOO RECORDS |
| 2005年5月25日 | 三度目の夏子 | COCA-15764 | 1. 三度目の夏子 2. 撫でてて 3. 手のひら | 日本コロムビア                          |

### 配信限定シングル
| 発売日        | タイトル                      |
| ------------- | ----------------------------- |
| 2018年4月18日 | 限りないもの                  |
| 2020年9月9日  | 手のひらの優しさ feat. 磯山純 |
| 2022年12月7日 | ヘイナルボン cw/JB Freeway    |

### アルバム
|          | 発売日        | タイトル                  | 規格品番   | 収録曲 | 備考                 |
| -------- | ------------- | ------------------------- | ---------- | --- | -------------------- |
| 1st mini | 2004年12月1日 | 歌う声を聞けば            | COCP-33063 | 1. ハナミズキ 2. 雨上がり・あの場所へ 3. OKAERI 4. イチバン 5. SAD SEED 6. 歌う声を聞けば                                                                                         | 日本コロムビア       |
| 2nd mini | 2018年11月7日 | メロディ至上主義          | YRCN-95301 | 1. ハナミズキ 2. 君じゃない誰かなんて ～Tejina～ 3. 桜の季節 4. 旅人 5. 限りないもの NTT西日本CMソング、 読売テレビ・日本テレビ系『にけつッ!!』2018年10月・11月エンディングテーマ | よしもとミュージック |
| 1st      | 2023年1月18日 | CITY_COUNTRY PRESENT_PAST | YRCN-95373 | 1. 区画整理できないマイハー 2. オレンジの逆光 3. ヘイナルボン 4. 名もないペンキ塗りの詩 5. 未熟 6. プレゼント 7. JB Freeway 8. OffWhite 9. ハッピーエンド 10. 手紙 11. 紙ネクタイ | よしもとミュージック |

- Tremolo（2021年8月1日） -インディーズ
  - 岸洋佑名義、楽曲提供・プロデュース

## 出演

### テレビ
- 歌スタ!!（日本テレビ）

### ラジオ
- マシコタツロウのプリプロルーム（茨城放送）
- Music of Dreams!（FMひたち）
- IBS MUSIC STATE → MUSIC STATE（茨城放送）
- 今夜はLucky Night〜マシコ・フライデー〜（茨城放送）